# Miss You (The Rolling Stones)
Miss You è un singolo del gruppo rock britannico The Rolling Stones, pubblicato il 19 maggio 1978 dall'etichetta discografica Rolling Stones Records.
La canzone è stata scritta da Mick Jagger insieme a Billy Preston ed è stata inserita nell'album Some Girls, del gruppo. Il singolo è stato prodotto dai The Glimmer Twins, pseudonimo di Jagger & Richards.
Nel 2004, la rivista Rolling Stone ha classificato Miss You alla posizione numero 498 della sua lista delle migliori 500 canzoni di tutti i tempi.

## Il brano

### Ispirazione e registrazione
Miss You venne scritta da Mick Jagger jammando con il tastierista Billy Preston durante le prove del concerto al night club El Mocambo del marzo 1977, che poi sarebbe apparso sulla terza facciata dell'album dal vivo Love You Live. Keith Richards è accreditato anch'esso come compositore del brano come da consuetudine, anche se non partecipò attivamente alla scrittura del pezzo.
Jagger e Ronnie Wood insistettero che Miss You non fosse stata concepita come una canzone disco, mentre invece Richards disse: «...Miss You era proprio una canzone disco dannatamente buona; fu programmata per esserlo». In ogni caso, il brano risente parecchio dell'influenza della disco music che si sentiva all'epoca nelle discoteche frequentate da Jagger durante la composizione della traccia. Charlie Watts raccontò: «Molte di quelle canzoni come Miss You su Some Girls... erano pesantemente influenzate dalla musica disco. Si può capire anche dallo stile delle percussioni». Per le parti di basso, Bill Wyman prese spunto dal basso suonato da Preston nel demo della canzone.
A differenza degli altri brani di Some Girls, Miss You contiene l'apporto di numerosi musicisti di studio. Oltre all'armonicista Sugar Blue, che secondo quanto affermato da Ronnie Wood fu reclutato mentre suonava per le strade di Parigi, anche Ian McLagan suona il piano elettrico, e Mel Collins l'assolo di sax nel break strumentale.
La versione maxi disco 12" di Miss You, dura più di otto minuti, e contiene diversi inserti strumentali aggiuntivi. La traccia venne remixata da Bob Clearmountain, allora aspirante ingegnere del suono. La versione estesa di Miss You è stata inclusa nella compilation Rarities 1971-2003 in versione accorciata a 7 minuti e 31 secondi.

### Pubblicazione e accoglienza
Miss You divenne l'ottavo numero 1 in classifica dei Rolling Stones in America alla sua pubblicazione nel 1978. Il singolo raggiunse anche la terza posizione nella classifica britannica. La canzone era originariamente lunga più di nove minuti, ma fu accorciata a quasi cinque minuti per la versione inclusa sull'album e a circa tre e mezzo per la versione normale su singolo. La b-side del singolo era un'altra traccia dell'album, Far Away Eyes, un ironico pastiche country & western.
Una versione live di Miss You registrata durante la tournée del 1989-1990 "Steel Wheels/Urban Jungle Tour" venne pubblicata nel 1991 sull'album live Flashpoint.

## Tracce singolo 7"
1. Miss You - 3:31
2. Far Away Eyes - 4:24

## Tracce singolo 12" (Special Disco Version)
1. Miss You - 8:36
2. Far Away Eyes - 4:24

## Classifiche
| Classifica (1978)                     | Posizione |
| ------------------------------------- | --------- |
| Austria                               | 13        |
| Fiandre                               | 3         |
| Canada (Canadian RPM Disco Singles)   | 4         |
| Canada (RPM Top Singles)              | 1         |
| Germania                              | 12        |
| Irlanda                               | 3         |
| Italia                                | 10        |
| Olanda Top 40                         | 2         |
| Olanda Top 100                        | 3         |
| Nuova Zelanda                         | 8         |
| Norvegia                              | 11        |
| Svezia                                | 6         |
| Svizzera                              | 11        |
| Inghilterra (Official Charts Company) | 3         |
| Stati Uniti (Billboard Hot 100)       | 1         |
| Stati Uniti (Hot Dance Club Play)     | 6         |
| Stati Uniti (Hot R&B Singles)         | 33        |

## Formazione
The Rolling Stones
- Mick Jagger - voce, chitarra
- Keith Richards - chitarra, cori
- Ronnie Wood - chitarra, cori
- Bill Wyman - basso
- Charlie Watts - batteria

Altri musicisti
- Sugar Blue - armonica
- Ian McLagan - pianoforte elettrico
- Mel Collins - sassofono

## Cover
- Sugar Blue ri-registrò la canzone per il suo album del 1993 Blue Blazes.
- Nel 2008, il gruppo electro-hop The Black Eyed Peas eseguì una versione live di Miss You durante il Fashion Rocks show.
- Etta James reinterpretò il brano nel suo album Matriarch of the Blues del 2000. La sua versione è un blues lento in tempo 6/8. Nella cover, la strofa del testo che fa riferimento alle "Puerto Rican girls" è stata modificata in "Puerto Rican dudes."
- Musiq Soulchild in Soulstar del 2003. In questa versione, le "Puerto Rican girls" diventano "pretty girls".
- "Weird Al" Yankovic incluse la canzone nel suo "Rolling Stones polka medley" intitolatao The Hot Rocks Polka.
- I The Moviehouse Arcade sul loro Poly Sci EP nel 2004.
- Il membro della E Street Band Danny Federici ha reinterpretato Miss You in versione strumentale jazz sul suo album del 2006 Out of a Dream.
- La cantautrice giapponese UA collaborò con la band Little Creatures per il suo album del 2005 Nephew ed interpretò Miss You in versione downbeat sperimentale.
- I The Concretes in versione lenta nell'album tributo agli Stones del 2003 intitolato We Love You.
- Prince eseguì la canzone dal vivo in concerto insieme a Ronnie Wood durante il suo "Lovesexy Tour" il 26 luglio 1988.